# Леонат
Леонат (на старогръцки: Λεοννατος, * 360 г. пр. Хр.; † 322 г. пр. Хр.) е македонски офицер на Александър Македонски и един от диадохите. Той пада убит в Ламийската война.
Той е син на Антей, произлиза от племето линкести, което е живяло северно от Епир – в Линкестис. Леонат е роднина на майката на Филип II, бащата на Александър Македонски. Леонат е първо младежки приятел (syntrophos) на Александър и се издига на телохранител (somatophylax) на цар Филип II. При неговото убийство през 336 г. пр. Хр. той е един от тримата телохранители, които собственоръчно убиват атентатора Павзаний.
В похода на Александър той е един от командирите. След битката при Иса 333 г. пр. Хр. той поема фамилията на персийския велик цар Дарий III. Заедно с Филота той завладява град Газа след обсада месеци наред и завежда Батис, окован пред Александър. През зимата 332/331 г. пр. Хр. в Египет той е номиниран за телохранител (един от седемте) на царя като последник на умрелия Ариба. Оттогава той е в тясния кръг на съветниците на Александър и участва през 330 г. пр. Хр. при осъждането на Филота. От 327 г. пр. Хр. той е самостоятелен командир и участва в нападението на скалния крепостен замък на Хориенес и заедно с Птолемей I дава на съд заговора на пажите.
През 325 г. пр. Хр. той спасява Александър при нападението на Мултан. Заедно с Певкест той изнесъл раненения цар на шилда на Ахил от военното поле. След това покорява племето на ореитите в Гедрозия. За неговите постижения той е награден от Александър през 324 г. пр. Хр. в Суза в Персия със златна диадема.
След смъртта на Александър през 323 г. пр. Хр. Леонат е номониран в имперския ред от Вавилон за сатрап на провинция Фригия на Хелеспонт (Малка Фригия) ernannt. Той не се подчинява на регента Пердика и пресича с 20 000 пехотинци и 2500 на коне Хелеспонт за да отиде обратно в Македония, вероятно поради лични амбиции, след като сестрата на Александър Клеопатра му изпратила предложение за женитба. Преди да може да се ожени той обаче отива да помогне на Антипатър, който е обсаден от атенианците в Ламия. В битката недалече от града Леонат е убит, Антипатър обаче успява да се освободи от обсадата.